# Brlog (Serbia)
Brlog (cyr. Брлог) – wieś w Serbii, w okręgu pirockim, w mieście Pirot. W 2011 roku liczyła 56 mieszkańców.